# ぶんぶん丸 (お笑いコンビ)
ぶんぶん丸（ぶんぶんまる）は、吉本興業福岡支社に所属したお笑いコンビ。2010年4月結成。2020年3月解散。

## メンバー
池田 義之（いけだ　よしゆき、1985年1月27日 - ）福岡県糟屋郡出身。本名同じ。
- A型。169cm、63kg。ボケ担当。立ち位置は向かって左。
- 童顔と高い声質の持ち主。
- 高校時代、ハーレムと言う暴走族を作り、夜中に原付バイクで山に登り頂上で皆で校歌を歌っていた。

山田 直樹（やまだ　なおき、1983年10月1日 - ）福岡県糟屋郡出身。本名同じ。
- A型。175cm、70kg。ツッコミ担当。立ち位置は向かって右。
- 九州産業大学芸術学部を卒業しており、元博多織デザイナー。
- 非常に髭が濃い。相方と対照的に老け顔と言われることがある。
- 同期のスリーナイン・藤とは同郷であり、通っていた中学校が隣同士の同級生だった。
- 高所作業車の資格を持つ。
- 非常に字が上手く同期や近い歳のイベントの時は習字を頼まれる。（書道6段）
- 一日一個、一発ギャグを排出している。代表ギャグは『君に届け鳩時計』
- 30秒で描く即興似顔絵を得意としている
- 口癖は「めーやー」
- 年下に舐められやすく、高校時代二個下の後輩に「山ちゃ～ん」と呼ばれてた
- 周りからいじられやすく、ライブ終盤のじゃんけん大会では前に突き出される。
- 解散後は「やまだなおき」に改名し、よしもと福岡県住みます芸人となった。
- 2022年5月、「山田だびんち」に改名した。

## 略歴
- 2010年に福岡吉本に所属。福岡吉本21期生。大阪NSC33期生（コロコロチキチキペッパーズ、マユリカなど）と同期扱い。

- 福岡よしもとに所属直後、M-1グランプリ2010で一回戦突破した。その時のエントリーナンバーは3218番。
- 2012年3月、2代目福岡県住みます芸人に任命される。
- コミてん（コミュニティラジオ天神）「ぶんぶん丸の「スターになりたい！！」」のDJや、FBS（福岡放送）『ノリで行こう!!』のレギュラー出演を経験した。
- 2020年3月に解散。それぞれ福岡吉本所属のままピン芸人を続け（その後、同年9月末を以ち池田は事務所を退社した。）山田のみ福岡県住みます芸人を継続する[1]。

## 特徴
- 主に漫才。テンポの良い正統派漫才を得意とした。

## 出演
- ノリで行こう!!（FBS福岡放送）
- あるあるYYテレビ（TVQ九州放送）
- 福岡すっぴんツアー!（福岡放送）